# Erik Bergman (bergshauptman)
Erik Bergman, född den 10 januari 1804 på Söderfors bruk i Attmars socken, död den 18 maj 1879 i Stockholm, var en svensk bergshauptman.

## Biografi
Bergman tog hovrättsexamen och bergsexamen vid Uppsala universitet. Han tog därefter examen vid Falu Bergsskola och anställdes vid Bergskollegium där han så smångom fick ordinarie tjänst. Han utsågs till geschworner i Värmlands bergmästardöme. Bergman utnämndes till bergshauptman i Stora Kopparbergs bergslag 1852. När han 1869 begärde sitt entledigande från tjänsten skulle den dras in och han blev därmed den siste bergshauptmannen i Falun.
Erik Bergman var son till brukspatron Erik Bergman och hans hustru Brita Catharina Norberg samt bror till biskop Israel Bergman i Härnösands sift.